# Cohocton (village, New York)
Ne doit pas être confondu avec Cohocton (ville, New York).
Cohocton est un village du comté de Steuben, dans l'État de New York, aux États-Unis,. En 2010, il comptait une population de 838 habitants.

## Démographie
Lors du recensement de 2010, la ville comptait une population de 838 habitants, tandis qu'en 2019, elle est estimée à 791 habitants.